# Možajsk
Možajsk (rusky Можайск) je město v Rusku, asi 90 km západně od Moskvy, v Moskevské oblasti a je centrem Možajského rajónu. Leží na řece Moskvě a na železniční trati Moskva-Smolensk. K roku 2021 zde žilo 30 151 obyvatel.

## Historie

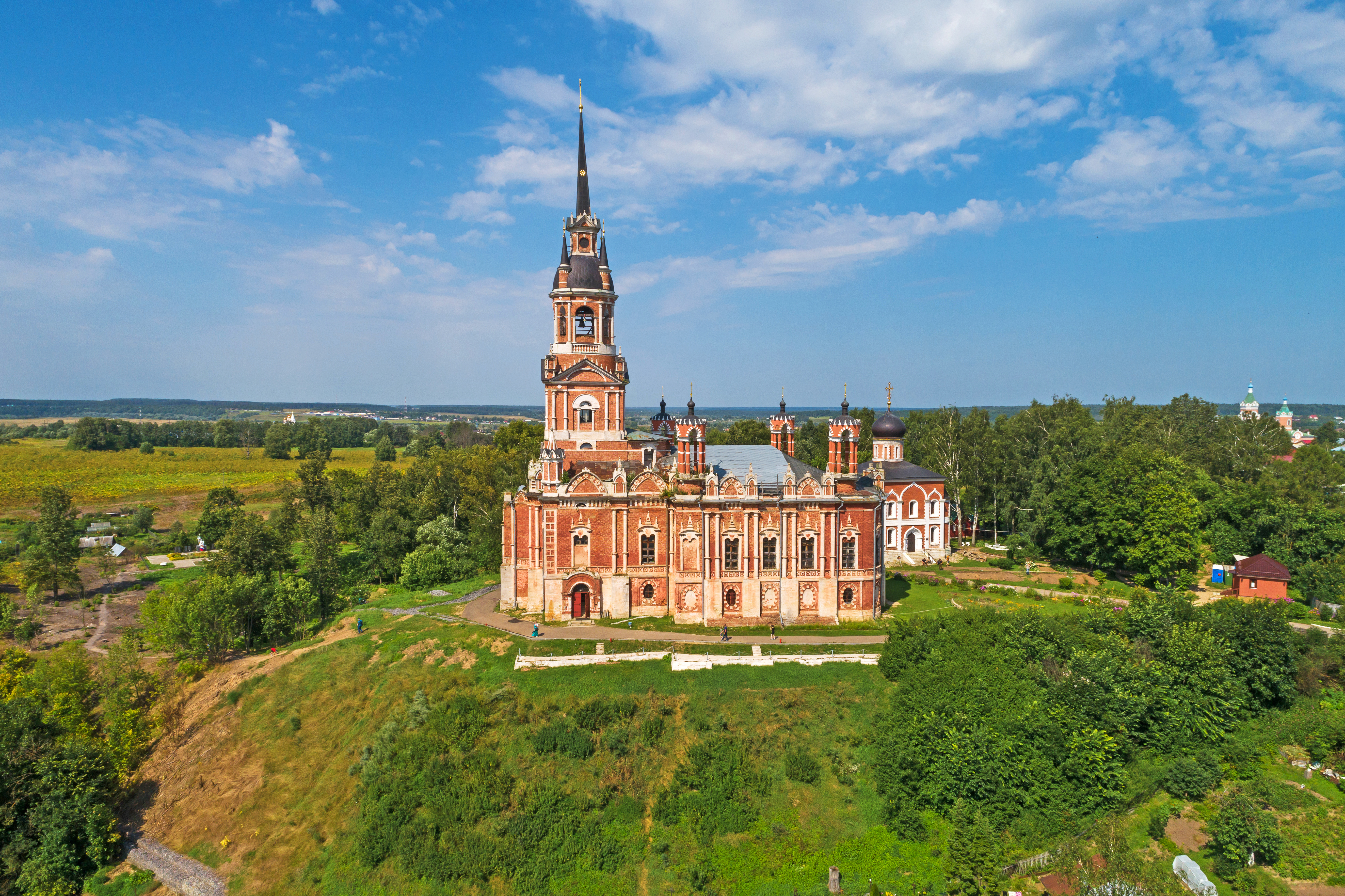
Chrámová hora s Novomikulášským chrámem

Jde o významnou archeologickou lokalitu pravěké faťjanovské kultury doby bronzové z období 9000-8000 let př. n. l., centrum leželo na místě pozdějšího hradiště (datovaného do let 700-400 př. n. l.) s nálezy doby železné a slovanského vrcholně středověkého možajského kremlu (pevnosti).
Město založil Vladimír Monomach v letech 1097-1113. Nejstarší slovanské osídlení bylo určeno archeologickými nálezy na Chrámové hoře, na níž od 14. století stojí dvakrát zásadně přestavěný Novomikulášský chrám (rusky HoboНикольский собор), poutní místo zdejšího patrona-osvoboditele, svatého Mikuláše Možajského. První písemné zmínky o sídle jsou uvedeny v letopisech z roku 1231, od roku 1275 prosperovalo pod vládou knížete Fjodora Černého, účastníka výbojů Zlaté hordy a od roku 1277 bylo zmiňováno jako město Smolenského knížectví. V roce 1303 bylo připojeno k Moskevskému knížectví. Opakovaně bylo obléháno litevskými a polskými jednotkami.

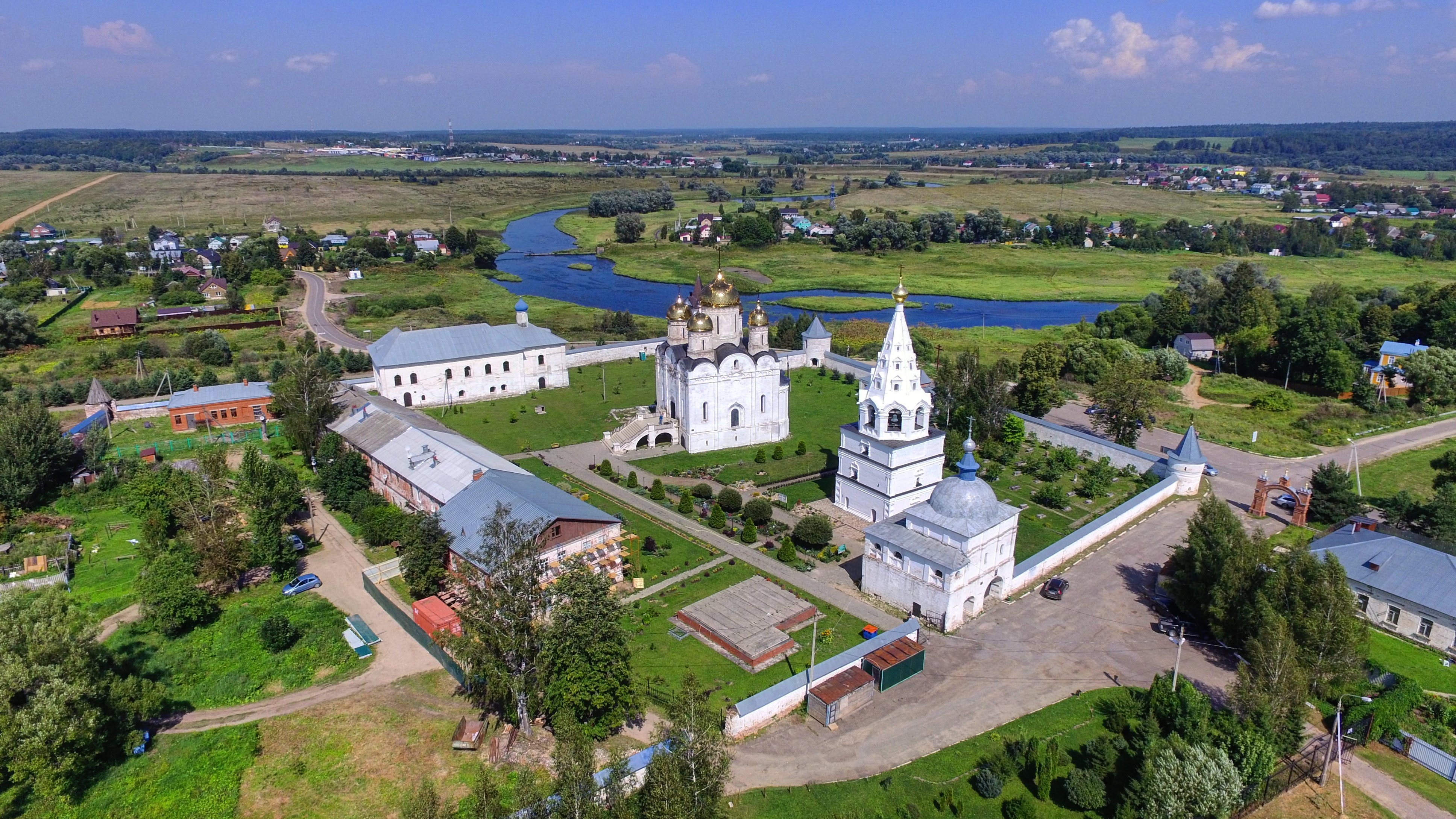
Možajský Lužecký monastýr

V roce 1408 zde Ferapont Bělozerský založil dřevěný Lužecký monastýr (rusky Можайский Лужецкий монастырь), od poloviny 16. století kamenný. Kolem roku 1620 byla postavena nová kamenná pevnost, do brány opevnění tohoto kremlu byl klášter vestavěn. Pevnost byla zbořena v 18. století. Oficiálně Možajsku potvrdil statut města až v roce 1708 car Petr I. Veliký.
V roce 1812 město obsadila Napoleonova armáda, která 12 km odtud svedla tragickou bitvu u Borodina.
V letech 1941–1942 Možajsk okuúpovali nacisté v souvislosti s operací Barbarossa.

## Památky
- Chrám sv. Jáchyma a Anny na základech z 15. století
- Novomikulášský chrám na místě bývalé pevnosti (Kremlu), dříve poutní místo sv. Mikuláše Možajského
- Lužecký monastýr - založen 1408, 1524-1547 pod patronátem moskevského knížete Vasilije III.vystavěn z kamene přestavěn 1653-1655, vypálen 1812, znovu vystavěn 1814, zrušen a pobořen kolem 1921, 1994 rekonstruován.
- Železniční nádraží

## Slavní rodáci
- Sergej Gerasimov - ruský malíř
- Boris Andrejevič Pilňak - sovětský spisovatel, popravený roku 1938

## Partnerská města
- Ujazd
- Drochtersen
- Château-du-Loir
- Etropole
- Lohja
- Perejaslav (do roku 2020)
- Vilejka